# 姬豬
姬豬（学名：Porcula salvania），或稱侏儒豬、迷你豬，是一種在印度次大陸生活的小型豬，是猪科动物中最小的一种，生活在海拔三百米的喜马拉雅山脚沖積草原上，曾经遍布印度、尼泊尔和不丹的高濕草原地帶。 然而人類的活動已經大大破壞了侏儒豬的自然棲息地，目前只分布在南不丹和阿薩姆邦，總野生種群估計少於250隻。

## 特征

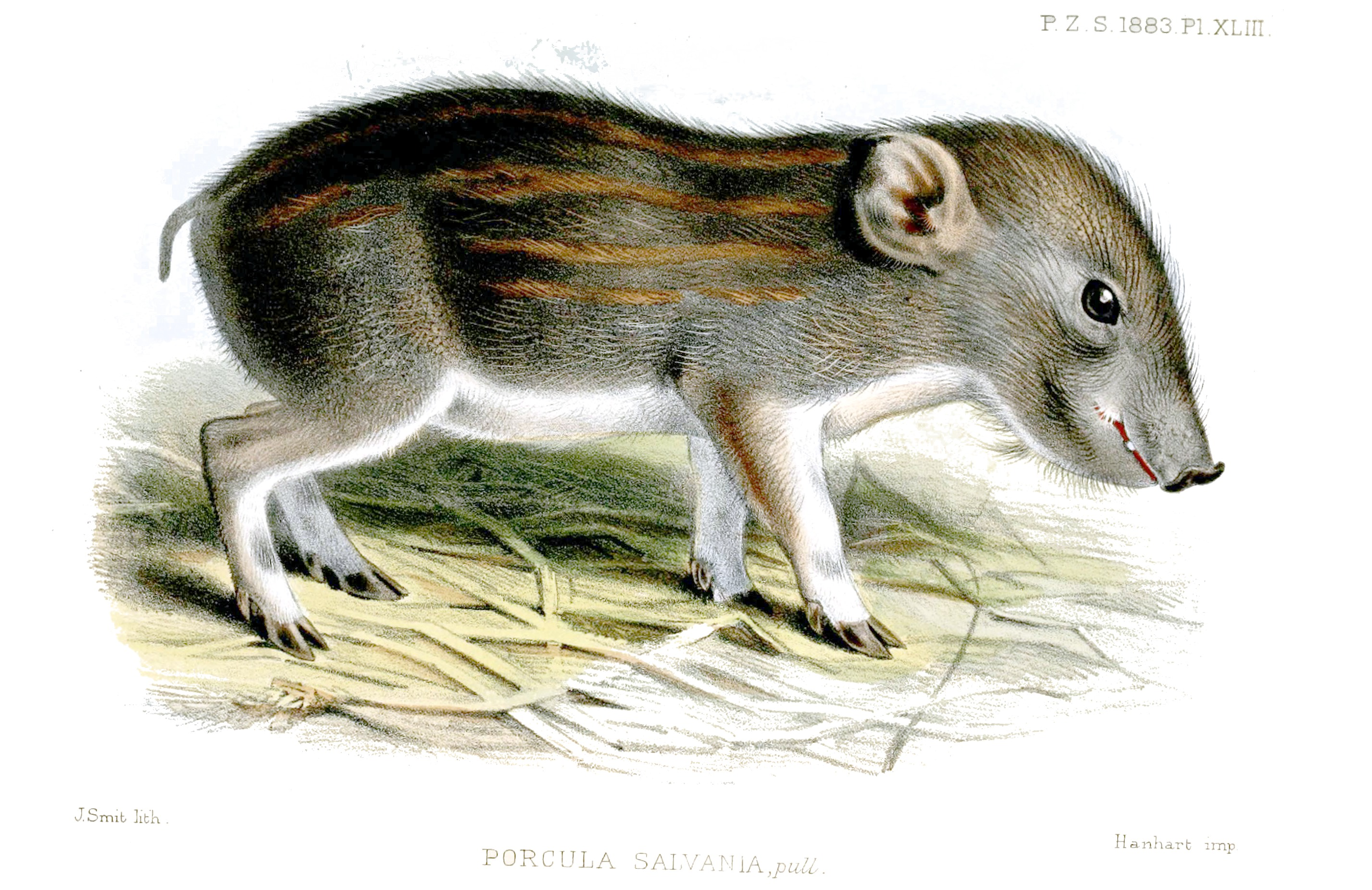
幼仔

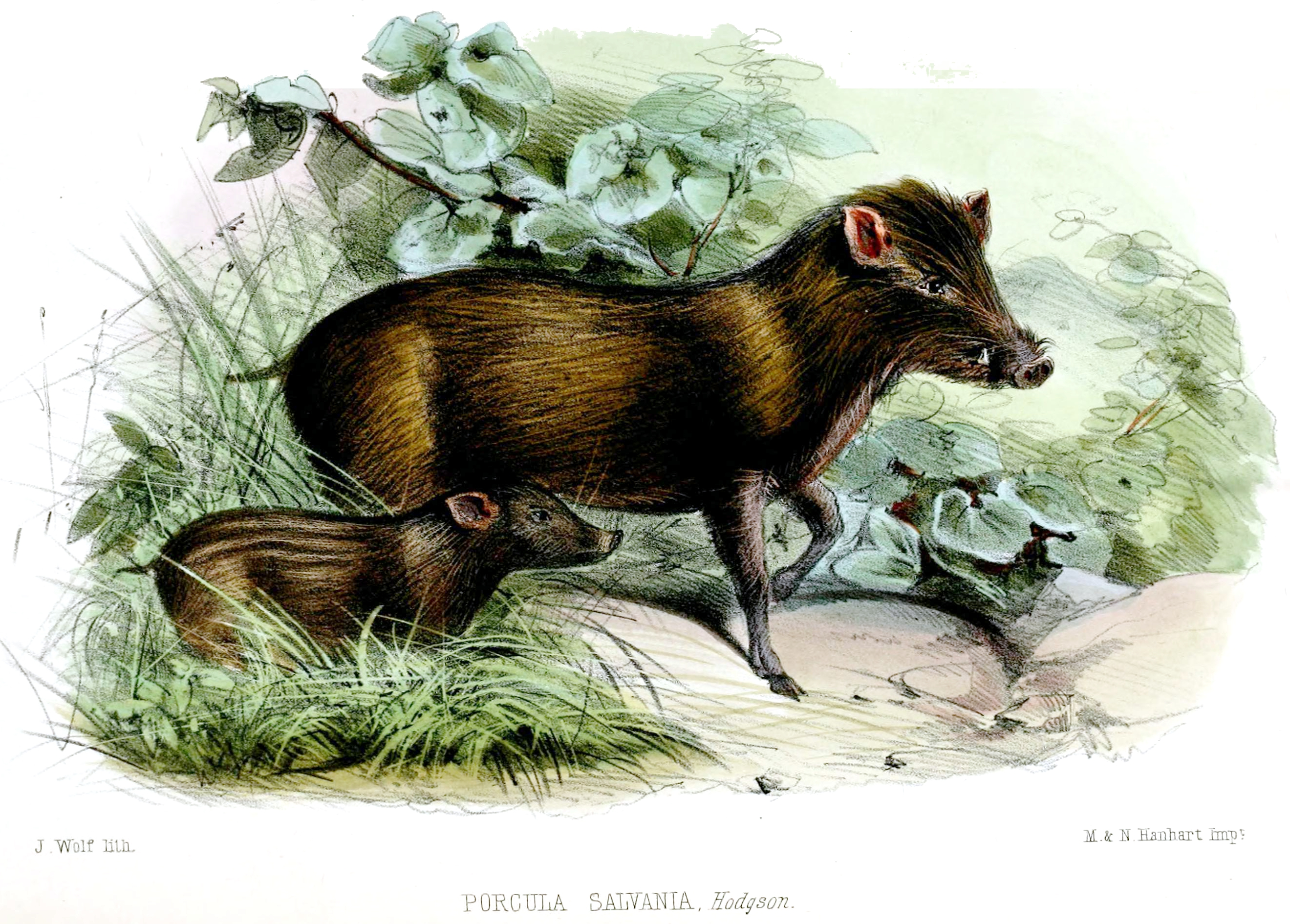
成猪与幼猪

姬豬约55－71cm长，20－30cm高，尾巴约2.5 cm，体重6.6－11.8公斤。皮肤棕黑色。小猪出生时是粉灰色，然后变为棕色底，黄色条纹。它们头尖长，额头和脖子后面有较长的毛。成年雄性上口部的虎牙伸出唇外。
野生姬豬挖出一个浅沟，垫上植物为窝，白天燥热时躲在窝里。主食为草树根、昆虫、小鼠类和小爬虫。
它们寿命约为8年，1－2岁时性成熟。台风季之前交配，孕期为100天，一胎3－6头小猪。
牠也是侏儒豬蝨（Haematopinus oliveri）的特定寄主。